# Petter Blomberg
Israel Petter Blomberg, född 5 april 1865 i Sundsvalls församling, Västernorrlands län, död 15 januari 1954 i Sundsvalls församling, Västernorrlands län, var en svensk riksspelman.

## Utmärkelser
- 1945 – Zornmärket i guld.